# 氦行星
氦行星是通過低質量白矮星的質量損失，可能形成的一種理論上假設的行星類型。普通氣體巨星（如木星、土星）組成的主要成分是氫，而氦則是次要成分。但氦行星可能在氫已經通過核融合完全形成氦或其它更重元素的環境中生成。

## 起源
一種方案涉及獵犬座AM型變星，這是一種由兩顆氦核白矮星組成的共生聯星，被吸積盤所包圍的環聯星系統，且低質量的白矮星向大質量的白矮星傳輸質量。當它失去了大部分的質量之後，質量較小的白矮星可能接近行星的質量。

## 特性
氦行星被預測與相同質量的氫-氦行星有著大致相同的直徑。

## 外部連結
- . Astrobiology Magazine. 2007-09-30  [2014-08-25]. （原始内容存档于2014-01-01）.